# Canton de Bar-le-Duc-Nord
Le canton de Bar-le-Duc-Nord est une ancienne division administrative française, qui était située dans le département de la Meuse, en région Lorraine.
Le canton est créé en 1973 à partir d'une partie du canton de Bar-le-Duc. À la suite du redécoupage cantonal de 2014, le canton est supprimé.

## Géographie
Ce canton est organisé autour de Bar-le-Duc dans l'arrondissement de Bar-le-Duc. Son altitude varie de 170 m (Fains-Véel) à 337 m (Longeville-en-Barrois) pour une altitude moyenne de 235 m.

## Historique
Par décret du 23 juillet 1973, afin de diminuer les écarts de population entre les cantons, le canton de Bar-le-Duc est divisé en deux : le canton de Bar-le-Duc-Nord et le canton de Bar-le-Duc-Sud.
À la suite du redécoupage cantonal de 2014, le canton est supprimé. Les communes se retrouvent dispersés dans les nouveaux cantons de Bar-le-Duc-1 et Bar-le-Duc-2.

## Composition
Le canton de Bar-le-Duc-Nord se composait d’une fraction de la commune de Bar-le-Duc et de deux autres communes. Il comptait 11 907 habitants (population municipale) au 1er janvier 2012.
| Nom                    | Code Insee | Intercommunalité        | Population (dernière pop. légale)              |
| ---------------------- | ---------- | ----------------------- | ---------------------------------------------- |
| Bar-le-Duc (chef-lieu) | 55029      | CA Bar-le-Duc Sud Meuse | Fraction : 8 511(2012) Commune : 15 668 (2014) |
| Fains-Véel             | 55186      | CA Bar-le-Duc Sud Meuse | 2 199 (2014)                                   |
| Longeville-en-Barrois  | 55302      | CA Bar-le-Duc Sud Meuse | 1 169 (2014)                                   |

## Représentation
| Période | Période | Identité         | Étiquette | Qualité |
| ------- | ------- | ---------------- | --------- | --- |
| 1973    | 1992    | Jean Bernard     | PS        | Maire de Bar-le-Duc (1971-1995) Député (1973-1978, 1981-1986)                                                                     |
| 1992    | 2004    | Bertrand Pancher | UDF       | Maire de Bar-le-Duc (1995-2001) Président du Conseil général de la Meuse (2001-2004) Président de la CC de Bar-le-Duc (2002-2008) |
| 2004    | 2015    | Roland Corrier   | PS        | Maire-adjoint de Bar-le-Duc (2008-2014)                                                                                           |

## Démographie
| 1975 | 1982 | 1990   | 1999   | 2006   | 2011   | 2012   |
| ---- | ---- | ------ | ------ | ------ | ------ | ------ |
| -    | -    | 13 887 | 13 081 | 12 631 | 11 991 | 11 907 |